# UBlock Origin
uBlock Origin（发音yoo-block，/ˈjuːblɒk/）是一款知名的自由、开源、跨平台内容过滤浏览器扩展，uBlock Origin預設移除廣告和網站追蹤器，並供使用者自行過濾其他内容。該擴展可在多款浏览器上使用，包括Chrome、Firefox、Edge和Opera。
uBlock Origin佔用的記憶體和CPU比起同類型的扩展少上許多，因此曾获多家技术网站赞誉為高效率的廣告攔截工具。 uBlock Origin目前由其製作者Raymond Hill开发和维护。

## 历史

### uBlock
uBlock Origin最初命名为“μBlock”，后改为“uBlock”。其代碼庫由HTTP Switchboard的分支而來。與前者不同，uBlock主要依賴於社区维护的黑名單（又稱為「屏蔽列表」），同时增加了額外功能。
2015年4月，原開發者Raymond Hill放棄uBlock，並把控制權轉移給Chris Aljoudi。 Raymond Hill將代碼庫分支以繼續開發。 這個版本後改名為uBlock Origin，完全脫離Chris Aljoudi的uBlock。 在项目分裂后不久，Chris Aljoudi创建了ublock.org用以托管uBlock、宣传该扩展和请求捐助。 
该项目最后的源代码提交发生在2022年9月。 2018年7月，uBlock遭AdBlock開發商收購。

### uBlock Origin
uBlock的原作者Raymond Hill，目前继续在名为uBlock Origin的扩展上工作，这有时被缩写（风格化）为「uBlock₀」。截至2016年12月，uBlock Origin Chrome擴充套件拥有700万活跃用户，Firefox版本有250万活跃用户。此项目拒绝捐款。
2016年1月，uBlock Origin被加入到Debian 9和Ubuntu 16.04的代码库。2016年5月，该扩展被Mozilla选为“本月精选”。
2016年12月9日，Ellis Tsung (el1t) 正式發布了用於MacOS Safari的uBlock Origin。
2016年12月11日，Nik Rolls正式发布了用于微软Edge的uBlock Origin。

## 功能

### 屏蔽和过滤
uBlock Origin支援Adblock Plus大多數的過濾規則語法和訂閱列表，並預設啟用流行的過濾規則列表EasyList和EasyPrivacy。使用者還能匯入社羣提供的過濾列表，和hosts檔案來過濾內容。此外，uBlock Origin可以動態過濾指令碼和iframe、選取並隱藏網頁元素。截至0.8.7.0版，uBlock Origin中的動態過濾能取代RequestPolicy等附加元件。
，例如：色盲模式、動態URL過濾、紀錄檔和附屬的DOM Inspector、私隱選項（如停用超連結監測、停用預先載入模式）、按網域切換是否：封鎖彈出式視窗、封鎖大型媒體元素、啟用元素過濾規則、封鎖字型、封鎖指令碼。

### 性能
技术网站和用户認為uBlock Origin相比起同類型扩展（诸如Adblock Plus）占用更少的资源。2015年8月的性能指标测试显示，uBlock Origin在十款受測屏蔽扩展中最有效地運用资源。
uBlock Origin会测探每个網頁所需的样式资源，而不是采用普适性的样式表。该扩展将启用的过滤规则创建一份快照。与每次从缓存检索过滤规则相比，有助于加快擴充功能的启动速度。

## 支持的平台
uBlock Origin为各大主要浏览器排版引擎的应用程序积极开发。
- Blink
  - Google Chrome（桌面；uBlock和uBlock Origin）
  - Opera（桌面；uBlock Origin）
- WebKit
  - Safari（桌面；uBlock Origin 1.10.0及之后版本。）
- Gecko
  - Firefox（桌面，29及之后版本；uBlock和uBlock Origin）[43][需要完整来源]
  - Firefox for Android（移动端；uBlock和uBlock Origin）[44][查无此文][自我引用]
  - SeaMonkey（桌面；uBlock 0.9.3.5及之后版本, uBlock Origin 0.9.9.2及之后版本。）
  - Pale Moon（桌面；uBlock 0.9.3.5及之后版本，uBlock Origin 0.9.9.2及之后版本。）
  - Thunderbird（桌面；uBlock Origin 1.3.0及之后版本。）
- EdgeHTML
  - Microsoft Edge（uBlock Origin在Windows商店1.10.0及以上版本中可用）[34]